# Estelle Cascarino
Estelle Cascarino (Saint-Priest, 5 febbraio 1997) è una calciatrice francese, difensore della Juventus e della nazionale francese.
Con la nazionale francese Under-19 ha vinto il campionato europeo 2016 di categoria.
È sorella gemella di Delphine, anch'essa calciatrice di ruolo centrocampista, che condivide con lei il titolo di campione d'Europa U-19 di Slovacchia 2016.

## Carriera

### Club
Estelle Cascarino ha giocato nelle giovanili dell'Olympique Lyonnais dall'età di 13 anni e ha firmato il suo primo contratto nel giugno 2015. Ha fatto il suo debutto in prima divisione durante la stagione 2014-2015.
Il 27 giugno 2016 ha lasciato il Lione per l'FCF Juvisy, con il quale ha firmato un contratto di due stagioni.
Il 10 giugno 2019 ha firmato un contratto biennale con i Girondins de Bordeaux Ha giocato 30 partite col Bordeaux.
È entrata nel PSG nel luglio 2021 con il quale ha vinto la Coppa di Francia nella stagione 2021-2022.
Nel gennaio 2023 è stata ceduta in prestito al Manchester United. Dopo una mezza stagione complicata per via di alcuni infortuni che le davano fastidio già da tempo. Il 18 agosto 2023, Cascarino passa a titolo definitivo alla Juventus, in Serie A, con cui firma un contratto biennale.

### Nazionale
Ha giocato tre partite con la nazionale francese Under 16 nel 2012; quindici partite con la nazionale francese Under 17 tra il 2012 e il 2013; quindici partite con la nazionale francese Under 19 tra il 2015 e il 2016 con cui ha vinto l'Europeo di categoria in Slovacchia; otto partite con la nazionale francese Under 20 nel 2016 con cui è arrivata in finale perdendola al Mondiale di categoria; dal 2017 gioca in nazionale maggiore.
Il 1º dicembre 2020, allo stadio Rabine di Vannes, ha segnato il suo primo gol per la nazionale al 50', contro il Kazakistan. Les Bleues hanno vinto con un punteggio molto ampio di 12-0.
È stata convocata dal neo allenatore Renard per competere nella Coppa del Mondo 2023, al mondiale ha giocato tre partite. La Francia è poi stata eliminata ai calci di rigore ai quarti di finale contro l'Australia, padrona di casa.

## Statistiche

### Presenze e reti nei club
Statistiche aggiornate al 23 novembre 2024.
| Stagione                   | Squadra                    | Campionato                 | Campionato | Campionato | Coppe nazionali | Coppe nazionali | Coppe nazionali | Coppe continentali | Coppe continentali | Coppe continentali | Altre coppe | Altre coppe | Altre coppe | Totale | Totale |
| Stagione                   | Squadra                    | Comp                       | Pres       | Reti       | Comp            | Pres            | Reti            | Comp               | Pres               | Reti               | Comp        | Pres        | Reti        | Pres   | Reti   |
| -------------------------- | -------------------------- | -------------------------- | ---------- | ---------- | --------------- | --------------- | --------------- | ------------------ | ------------------ | ------------------ | ----------- | ----------- | ----------- | ------ | ------ |
| 2014-2015                  | Olympique Lione            | D1                         | 1          | 0          | CF              | -               | -               | UWCL               | -                  | -                  |             | -           | -           | 1      | 0      |
| 2015-2016                  | Olympique Lione            | D1                         | 1          | 0          | CF              | 1               | 0               | UWCL               | 0                  | 0                  |             | -           | -           | 2      | 0      |
| Totale Olympique Lione     | Totale Olympique Lione     | Totale Olympique Lione     | 2          | 0          |                 | 1               | 0               |                    | 0                  | 0                  |             | -           | -           | 3      | 0      |
| 2016-2017                  | FCF Juvisy                 | D1                         | 15         | 0          | CF              | 1               | 1               |                    | -                  | -                  |             | -           | -           | 16     | 1      |
| 2017-2018                  | Paris FC                   | D1                         | 20         | 0          | CF              | 2               | 0               |                    | -                  | -                  |             | -           | -           | 22     | 0      |
| 2018-2019                  | Paris FC                   | D1                         | 19         | 0          | CF              | 4               | 0               | -                  | -                  | -                  | -           | -           | -           | 23     | 0      |
| Totale Paris FC            | Totale Paris FC            | Totale Paris FC            | 39         | 0          |                 | 6               | 0               |                    | -                  | -                  |             | -           | -           | 45     | 0      |
| 2019-2020                  | Bordeaux                   | D1                         | 12         | 0          | CF              | 4               | 0               | -                  | -                  | -                  | -           | -           | -           | 16     | 0      |
| 2020-2021                  | Bordeaux                   | D1                         | 14         | 0          | CF              | 1               | 0               | -                  | -                  | -                  | -           | -           | -           | 15     | 0      |
| Totale Bordeaux            | Totale Bordeaux            | Totale Bordeaux            | 26         | 0          |                 | 5               | 0               |                    | -                  | -                  |             | -           | -           | 31     | 0      |
| 2021-2022                  | Paris Saint-Germain        | D1                         | 12         | 0          | CF              | 1               | 0               | UWCL               | 3                  | 0                  |             | -           | -           | 16     | 0      |
| 2022-2023                  | Paris Saint-Germain        | D1                         | 5          | 0          | CF              | -               | -               | UWCL               | 5                  | 0                  | SF          | 1           | 0           | 11     | 0      |
| Totale Paris Saint-Germain | Totale Paris Saint-Germain | Totale Paris Saint-Germain | 17         | 0          |                 | 1               | 0               |                    | 8                  | 0                  |             | 1           | 0           | 27     | 0      |
| 2022-2023                  | Manchester United          | WSL                        | 1          | 0          | CI              | 1               | 0               | -                  | -                  | -                  | CL          | -           | -           | 2      | 0      |
| 2023-2024                  | Juventus                   | A                          | 23         | 0          | CI              | 1               | 0               | UWCL               | 2                  | 0                  | SI          | 1           | 0           | 27     | 0      |
| 2024-2025                  | Juventus                   | A                          | 9          | 0          | CI              | -               | -               | UWCL               | 6                  | 0                  | SI          | -           | -           | 15     | 0      |
| Totale Juventus            | Totale Juventus            | Totale Juventus            | 32         | 0          |                 | 1               | 0               |                    | 8                  | 0                  |             | 1           | 0           | 42     | 0      |
| Totale carriera            | Totale carriera            | Totale carriera            | 132        | 0          |                 | 16              | 1               |                    | 16                 | 0                  |             | 2           | 0           | 166    | 0      |

### Cronologia presenze e reti in nazionale
| Cronologia completa delle presenze e delle reti in nazionale ― Francia | Cronologia completa delle presenze e delle reti in nazionale ― Francia | Cronologia completa delle presenze e delle reti in nazionale ― Francia | Cronologia completa delle presenze e delle reti in nazionale ― Francia | Cronologia completa delle presenze e delle reti in nazionale ― Francia | Cronologia completa delle presenze e delle reti in nazionale ― Francia | Cronologia completa delle presenze e delle reti in nazionale ― Francia | Cronologia completa delle presenze e delle reti in nazionale ― Francia |
| Data                                                                   | Città                                                                  | In casa                                                                | Risultato                                                              | Ospiti                                                                 | Competizione                                                           | Reti                                                                   | Note                                                                   |
| ---------------------------------------------------------------------- | ---------------------------------------------------------------------- | ---------------------------------------------------------------------- | ---------------------------------------------------------------------- | ---------------------------------------------------------------------- | ---------------------------------------------------------------------- | ---------------------------------------------------------------------- | ---------------------------------------------------------------------- |
| 23-10-2017                                                             | Reims                                                                  | Francia                                                                | 8 – 0                                                                  | Ghana                                                                  | Amichevole                                                             | -                                                                      |                                                                        |
| 18-9-2020                                                              | Subotica                                                               | Serbia                                                                 | 0 – 2                                                                  | Francia                                                                | Qual. Euro 2022                                                        | -                                                                      | 77’                                                                    |
| 22-9-2020                                                              | Skopje                                                                 | Macedonia del Nord                                                     | 0 – 7                                                                  | Francia                                                                | Qual. Euro 2022                                                        | -                                                                      |                                                                        |
| 23-10-2020                                                             | Orléans                                                                | Francia                                                                | 11 – 0                                                                 | Macedonia del Nord                                                     | Qual. Euro 2022                                                        | -                                                                      |                                                                        |
| 1-12-2020                                                              | Vannes                                                                 | Francia                                                                | 12 – 0                                                                 | Kazakistan                                                             | Qual. Euro 2022                                                        | 1                                                                      |                                                                        |
| 22-10-2021                                                             | Créteil                                                                | Francia                                                                | 11 – 0                                                                 | Estonia                                                                | Qual. Mondiali 2023                                                    | -                                                                      |                                                                        |
| 26-10-2021                                                             | Nur-Sultan                                                             | Kazakistan                                                             | 0 – 5                                                                  | Francia                                                                | Qual. Mondiali 2023                                                    | -                                                                      |                                                                        |
| 26-11-2021                                                             | Vannes                                                                 | Francia                                                                | 6 – 0                                                                  | Kazakistan                                                             | Qual. Mondiali 2023                                                    | -                                                                      |                                                                        |
| 25-6-2022                                                              | Beauvais                                                               | Francia                                                                | 4 – 0                                                                  | Camerun                                                                | Amichevole                                                             | -                                                                      |                                                                        |
| 15-2-2023                                                              | Laval                                                                  | Francia                                                                | 1 – 0                                                                  | Danimarca                                                              | Torneo di Francia                                                      | -                                                                      | 90’                                                                    |
| 18-2-2023                                                              | Angers                                                                 | Francia                                                                | 5 – 1                                                                  | Uruguay                                                                | Torneo di Francia                                                      | -                                                                      | 81’                                                                    |
| 21-2-2023                                                              | Angers                                                                 | Francia                                                                | 0 – 0                                                                  | Norvegia                                                               | Torneo di Francia                                                      | -                                                                      |                                                                        |
| 11-4-2023                                                              | Le Mans                                                                | Francia                                                                | 2 – 1                                                                  | Canada                                                                 | Amichevole                                                             | -                                                                      |                                                                        |
| 6-7-2023                                                               | Dublino                                                                | Irlanda                                                                | 0 – 3                                                                  | Francia                                                                | Amichevole                                                             | -                                                                      | 13’                                                                    |
| 14-7-2023                                                              | Melbourne                                                              | Australia                                                              | 1 – O                                                                  | Francia                                                                | Amichevole                                                             | -                                                                      | 46’                                                                    |
| 23-7-2023                                                              | Sydney                                                                 | Francia                                                                | 0 – 0                                                                  | Giamaica                                                               | Mondiali 2023 - Fase a gironi                                          | -                                                                      |                                                                        |
| 2-8-2023                                                               | Sydney                                                                 | Panama                                                                 | 3 – 6                                                                  | Francia                                                                | Mondiali 2023 - Fase a gironi                                          | -                                                                      |                                                                        |
| 8-8-2023                                                               | Adelaide                                                               | Francia                                                                | 4 – 0                                                                  | Marocco                                                                | Mondiali 2023 - Ottavi di finale                                       | -                                                                      | 81’                                                                    |
| 5-12-2023                                                              | Leiria                                                                 | Portogallo                                                             | 0 – 1                                                                  | Francia                                                                | UEFA Women's Nations League 2023-2024 - Fase a gironi                  | -                                                                      |                                                                        |
| 5-4-2024                                                               | Longeville-lès-Metz                                                    | Francia                                                                | 1 – 0                                                                  | Irlanda                                                                | Qual. Euro 2025                                                        | -                                                                      |                                                                        |
| 16-7-2024                                                              | Cork                                                                   | Irlanda                                                                | 3 – 1                                                                  | Francia                                                                | Qual. Euro 2025                                                        | -                                                                      | 62’                                                                    |
| 25-10-2024                                                             | Montbéliard                                                            | Francia                                                                | 3 – 0                                                                  | Giamaica                                                               | Amichevole                                                             | -                                                                      |                                                                        |
| 3-12-2024                                                              | Nizza                                                                  | Francia                                                                | 2 – 4                                                                  | Spagna                                                                 | Amichevole                                                             | -                                                                      | 62’ 89’                                                                |
| Totale                                                                 |                                                                        | Presenze                                                               | 23                                                                     |                                                                        | Reti                                                                   | 1                                                                      |                                                                        |

## Palmarès

### Club

#### Competizioni nazionali
- Campionato francese: 2

Olympique Lione: 2014-2015, 2015-2016
- Coppa di Francia: 1

Olympique Lione: 2015-2016
- Supercoppa italiana: 1

Juventus: 2023
- Campionato italiano: 1

Juventus: 2024-2025
- Coppa Italia: 1

Juventus: 2024-2025

### Nazionale
- Campionato d'Europa under 19: 1

2016